# Klooster Ljubostinja

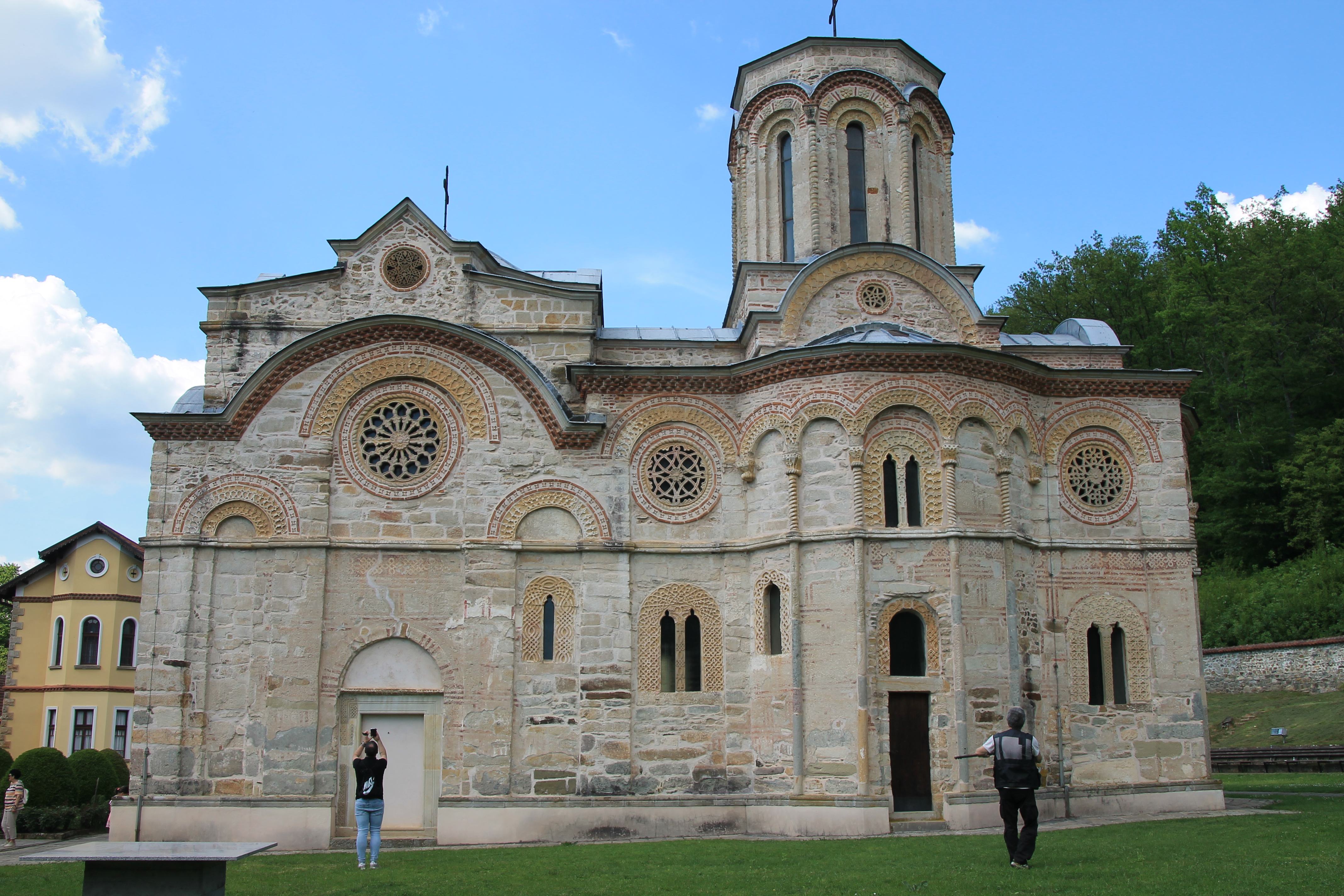
Klooster Ljubostinja

Het Klooster Ljubostinja (Servisch: Манастир Љубостиња) is een Servisch-orthodox klooster. Het ligt in de gemeente Trstenik. Het werd gesticht door prinses Milica de vrouw van tsaar Lazar in 1388, kort voor de Slag op het Merelveld. Het klooster werd gebouwd tussen 1389 en 1403.